# Palumbia robinsoni
Palumbia robinsoni är en tvåvingeart som först beskrevs av Edwards 1919.  Palumbia robinsoni ingår i släktet Palumbia och familjen blomflugor. Inga underarter finns listade i Catalogue of Life.